# Mladen Rudonja
Mladen Rudonja (né le 26 juillet 1971 à Koper) est un footballeur international slovène. Son poste de prédilection était attaquant sur le côté droit.

## Biographie
Il était surnommé « Turbo Rudi ». Il a porté les couleurs du FC Koper, de K Sint-Truidense VV (373), de Portsmouth, de l'Olimpja Ljubljana et de l'équipe de Slovénie (65 sélections entre 1994-2003) avec laquelle il a disputé l'Euro 2000 et la coupe du monde 2002.

## Palmarès
Olimpija Ljubljana
- Champion de Slovénie en 1995.
- Vainqueur de la Coupe de Slovénie en 1996 et 2003.
- Vainqueur de la Supercoupe de Slovénie en 1995.

 HIT Gorica
- Vainqueur de la Supercoupe de Slovénie en 1996.

 Anorthosis Famagouste
- Champion de Chypre en 2005.

 FC Koper
- Vainqueur de la Coupe de Slovénie en 2006.